# Andrano
Andrano is een gemeente in de Italiaanse provincie Lecce (regio Apulië) en telt 4985 inwoners (31-12-2011). De oppervlakte bedraagt 15,5 km², de bevolkingsdichtheid is 332 inwoners per km².
De volgende frazioni maken deel uit van de gemeente: Castiglione.

## Demografie
Andrano telt ongeveer 1772 huishoudens. Het aantal inwoners steeg in de periode 1991-2001 met 0,9% volgens cijfers uit de tienjaarlijkse volkstellingen van ISTAT.
| Jaar | Inwoneraantal |
| ---- | ------------- |
| 1991 | 5112          |
| 2001 | 5160          |
| 2011 | 4985          |

## Geografie
Andrano grenst aan de volgende gemeenten: Diso, Montesano Salentino, Spongano, Surano, Tricase.

## Externe link

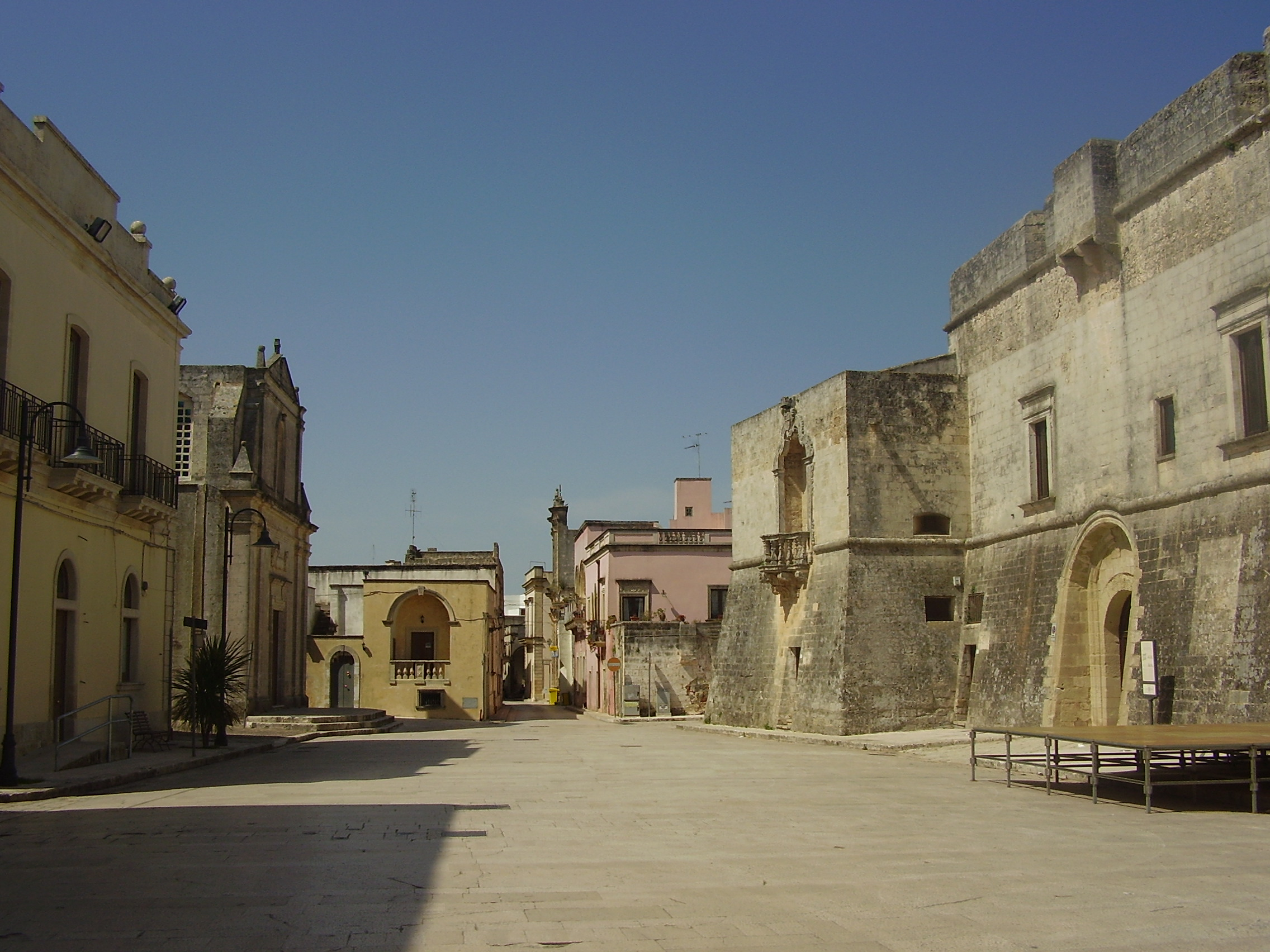
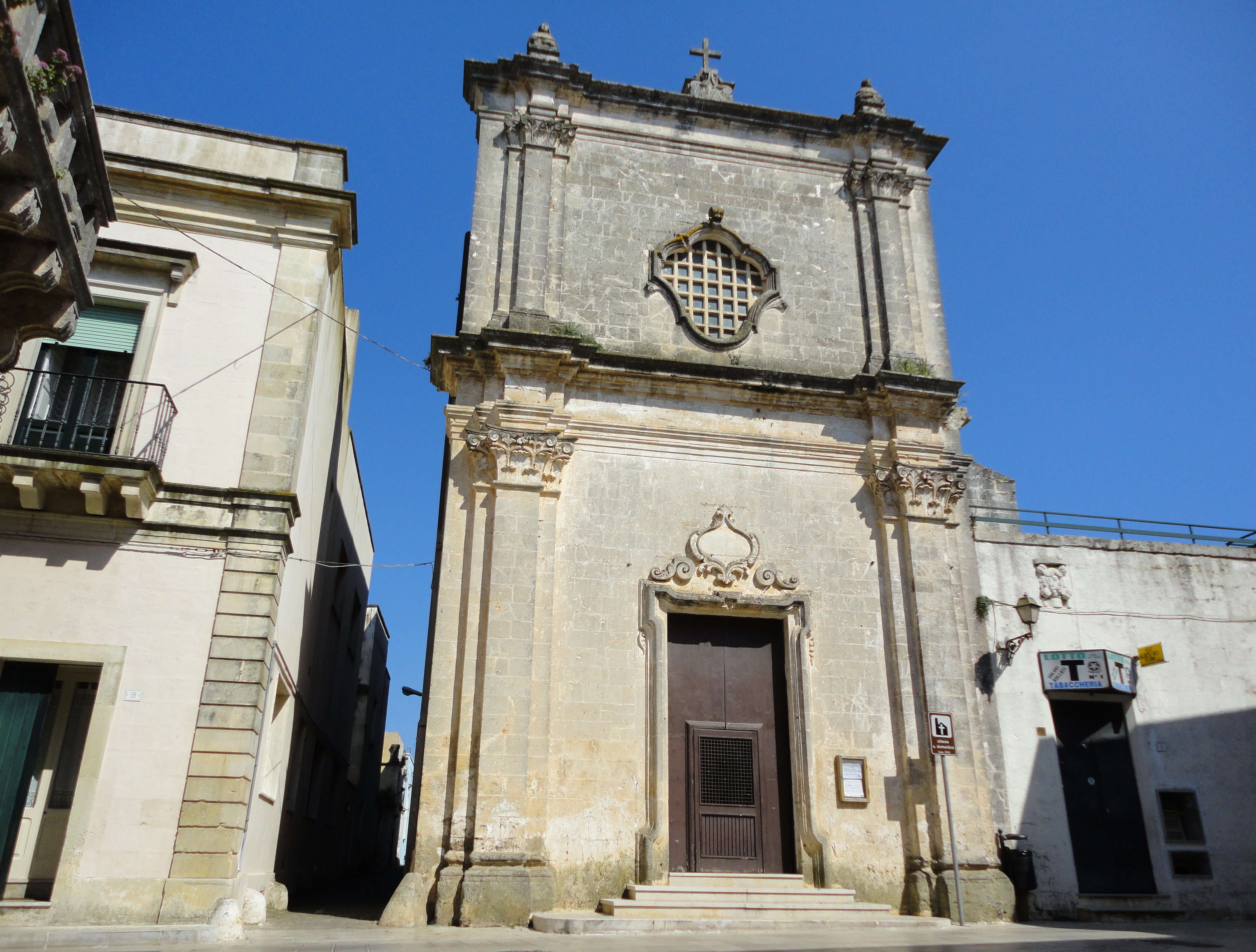
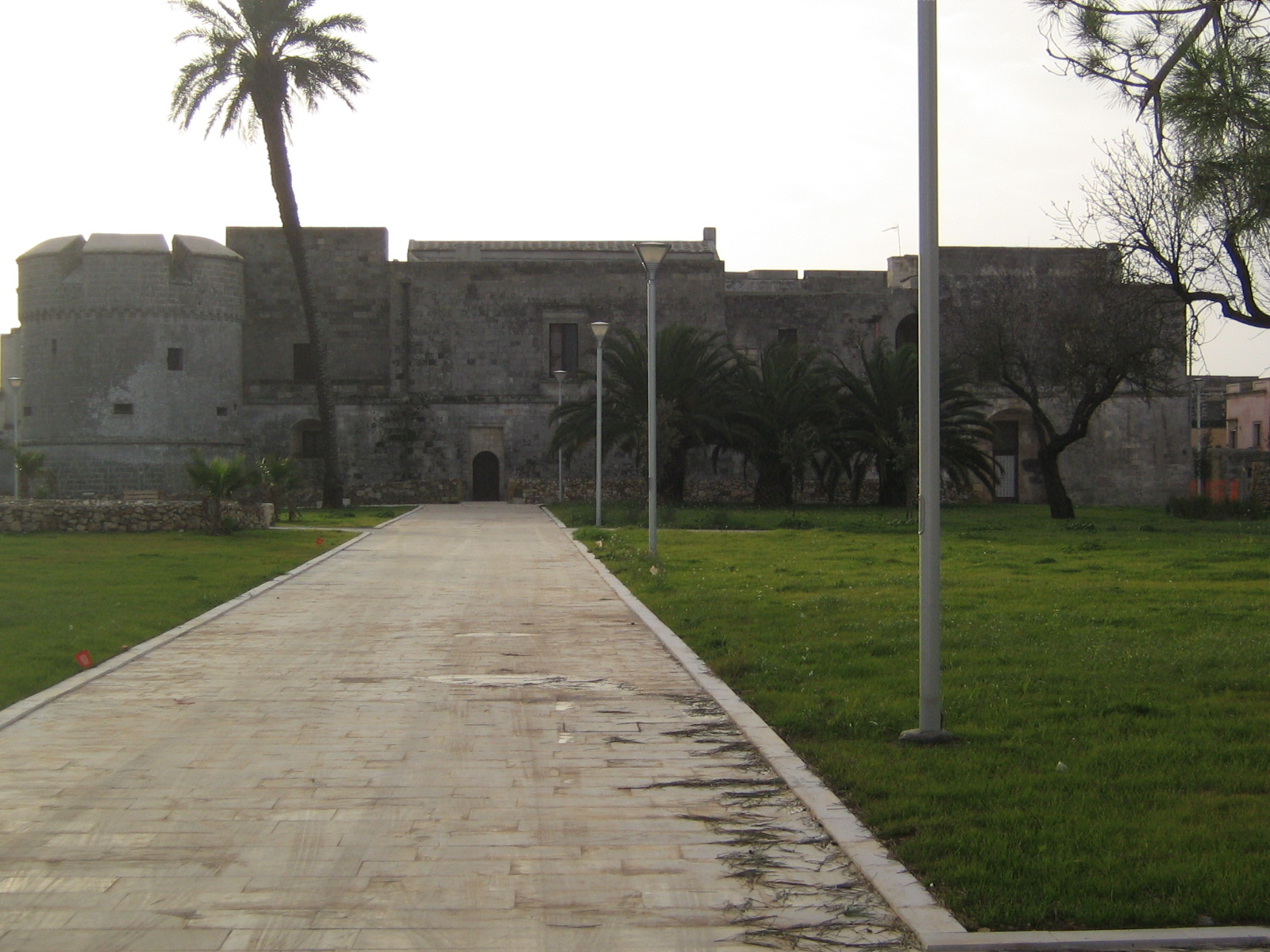